# Ałła Horska
Ałła Horska (ur. 1929 w Jałcie, zm. 28 listopada 1970 w Wasylkowie) – ukraińska plastyczka, działaczka pokolenia lat 60, zaangażowana w obronę dysydentów.
W 1954 roku ukończyła studia na wydziale malarstwa Kijowskiego Instytutu Artystycznego. W 1964 roku wraz z Opanasem Załywachą, Ludmyłą Semykiną, Hałyną Sewruk i Hałyną Zubczenko zaprojektowała i wykonała w hallu Uniwersytetu Kijowskiego witraż Szewczenko. Matka. W centrum kompozycji przedstawiono wieszcza, który przygarniającym gestem obejmuje symbolizującą Ukrainę kobietę, zaś w drugiej ręce, trzyma uniesioną do góry, otwartą książkę. Nad postaciami został umieszczony fragment wiersza Szewczenki, mówiący o wyzwalającej z poniżenia potędze słowa. Regularna siatka obramowania tworzyła wrażenie, że postacie znajdują się za kratami. Wymowę dzieła uznano za nieprawomyślną, władze uczelni zniszczyły witraż. Artystkę usunięto ze Związku Plastyków Ukrainy, po roku przywrócono jej członkostwo.
W kwietniu 1968 podpisała skierowany do radzieckich władz partyjnych i państwowych List 139 z żądaniem zaprzestania bezprawnych procesów. Sygnatariuszy listu spotkały szykany ze strony administracji i KGB. 15 czerwca 1968 wykluczono ją ponownie ze Związku Plastyków Ukrainy.
Została zamordowana, według oficjalnej wersji, przez swojego teścia, który następnie popełnił samobójstwo, spoczywa na cmentarzu Mińskim (Berkowieckim) w Kijowie.